# Bradley Rock
Der Bradley Rock ist eine isolierte Klippe vor der Graham-Küste des Grahamlands auf der Antarktischen Halbinsel. Er liegt etwa 15 km nordwestlich der Einfahrt zur French Passage im Wilhelm-Archipel.
Das UK Antarctic Place-Names Committee benannte den Felsen 1973 nach Lieutenant Commander Edgar Michael Bradley (* 1929) von der Royal Navy, der 1965 die hydrographischen Vermessungen in diesem Gebiet leitete.